# Pfeffikon
Pfeffikon är en ort i kommunen Rickenbach i kantonen Luzern i Schweiz. Den ligger cirka 10 kilometer nordost om Sursee och är sammanvuxen med Reinach i grannkantonen Aargau. Orten har 923 invånare (2023).
Orten var före den 1 januari 2013 en egen kommun, men inkorporerades då i kommunen Rickenbach.